# Bibliotecas, asociaciones e instituciones de la información africanas
Bibliotecas, asociaciones e instituciones de la información africanas (en inglés: African Library and Information Associations and Institutions o AfLIA) es una organización internacional sin fines de lucro con sede en Accra, Ghana.  Se administra bajo los lineamientos generales de su constitución y estatutos.

## Historia
Las asociaciones bibliotecarias continentales sirven como organismos de crecimiento para la profesión bibliotecaria y de la información; plataformas para discutir temas relevantes y promover la causa del sector bibliotecario y de la información a mayor escala.
La necesidad de crear una Asociación de Bibliotecarios Africanos Continentales se acordó en la Cumbre Africana de Bibliotecas celebrada en Muldersdrift, Sudáfrica en mayo de 2011. Esta cumbre se celebró bajo el título El futuro de la biblioteconomía africana y fue la primera en reunir bajo el mismo techo a destacados profesionales africanos de la información y las bibliotecas en África.
En esta reunión, se encargó a la Sección de África de IFLA crear un Comité Exploratorio para 1) realizar un estudio de factibilidad, 2) consultar a las partes interesadas clave del sector de información en el continente y 3) informar los hallazgos. El Comité Exploratorio, según lo dispuesto, presentó su informe a la Sección Africana de la IFLA durante la Reunión de Medio Término de la Sección Africana de la IFLA en febrero de 2013 en Abuya, Nigeria.
Los resultados del trabajo realizado por el Comité Exploratorio incluyen pero no se limitan a 1) un borrador de la constitución de AfLIA, 2) propuesta del nombre de la Asociación, Visión, Misión, Estructura de Gobierno, Membresía y criterios de membresía, comités y grupos de trabajo propuestos, así como 3) fuentes de financiamiento para el sostenimiento de la Asociación.
Después de presentar esta propuesta, y con el visto bueno de la IFLA, en febrero de 2013 se eligió un Comité Interino de la Sección África de la IFLA en Abuya (Nigeria) para gestionar los asuntos de AfLIA durante dos años (2013-2015).
Bibliotecas, asociaciones e instituciones de la información africanas se lanzó formalmente el viernes 5 de julio de 2013 durante la 2.ª Cumbre Africana de Bibliotecas organizada por la Universidad de Sudáfrica (UNISA) en Pretoria.
En 2014, el Consejo de Gobierno fundador inició los procesos de preparación para la primera elección de autoridades y representantes de la Asociación, que tuvo lugar en 2015.
Finalmente, se llevó a cabo una reunión general de miembros en la 3.ª Cumbre Africana de Bibliotecas y la 1.ª Conferencia AfLIA en Acra, Ghana, el 2 de junio de 2015, donde se enmendó y aprobó la Constitución y asumió el cargo un Consejo de Gobierno recién elegido, incluidos los presidentes de las secciones, así aunque la Asociación se estableció en julio de 2013, se registró como una organización no gubernamental (ONG) internacional bajo las leyes de Ghana en octubre de 2014 con su sede operativa en Acra.

## Valores
En palabras de la Dra. Helena Asamoah-Hassan, directora Ejecutiva de AfLIA (2021-2023), los valores y temas centrales de esta asociación son: 
- profesionalismo e inclusión
- integridad, transparencia y rendición de cuentas
- innovación y creatividad
- enfoque en el cliente, y
- acceso a la información como un derecho humano

Nuestra misión principal es empoderar a la comunidad de bibliotecas e información para promover activamente la agenda de desarrollo de África a través de servicios dinámicos que transforman los medios de vida.

## Afiliación

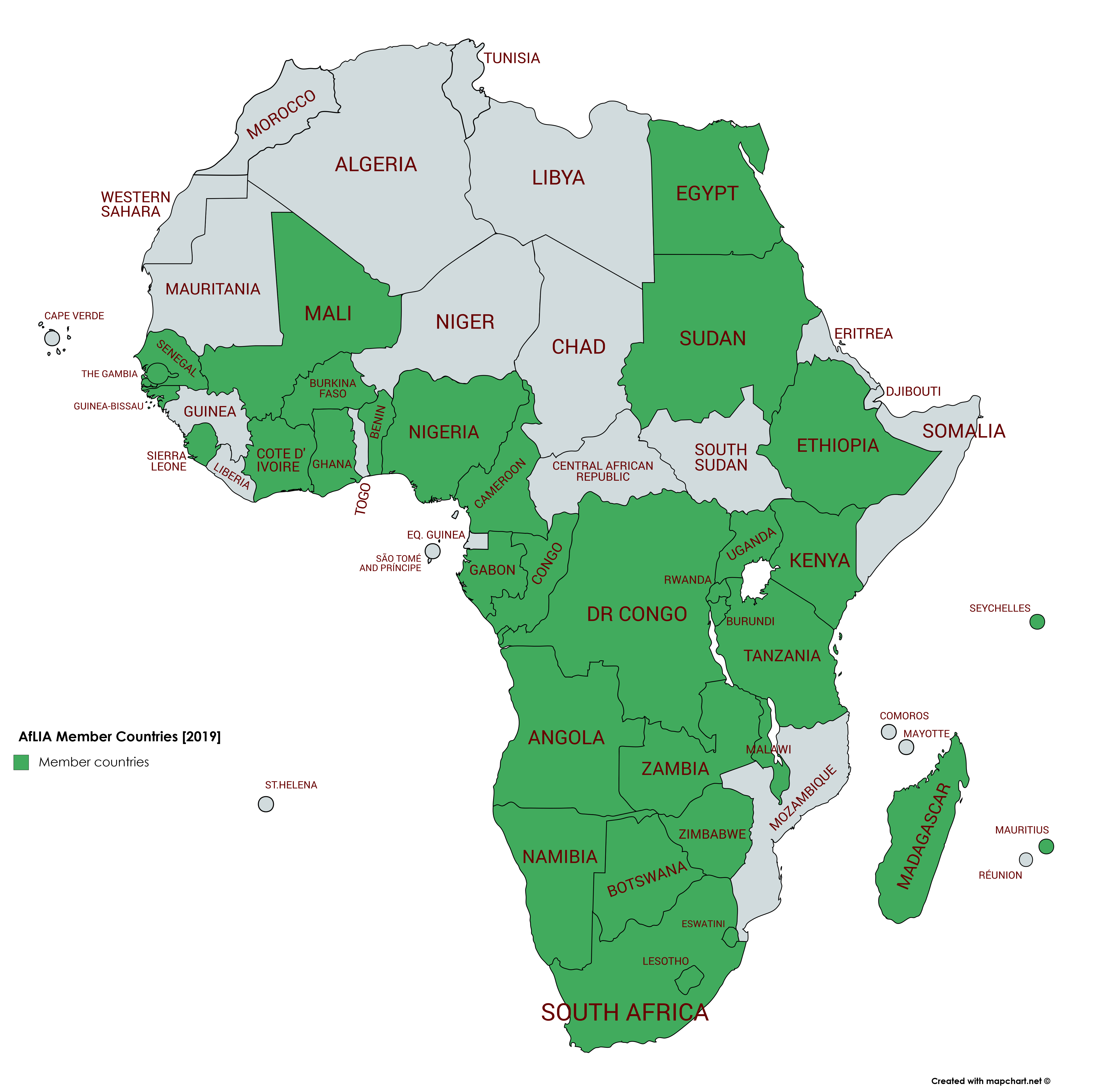

AfLIA es una Asociación que se caracteriza en gran medida por su membresía institucional. La membresía está abierta a cualquier organización en África y la diáspora, con interés en el sector bibliotecario y de información africano. Actualmente, los miembros incluyen; Asociaciones de Bibliotecas Nacionales, Bibliotecas Nacionales, Bibliotecas Académicas, Bibliotecas Públicas, Bibliotecas Comunitarias, Bibliotecas Especiales, Bibliotecas Escolares, Consorcios de Bibliotecas Nacionales, Centros de Información y Documentación, Instituciones de Educación/Formación en Información y Bibliotecas, Empresas Relacionadas con la Información y Bibliotecas, Amigos de AfLIA/ Bibliotecas, Bibliotecas e Instituciones bibliotecarias en la Diáspora así como Instituciones/Organizaciones relacionadas con bibliotecas y servicios de información. En 2021 la Asociación tiene 141 instituciones y asociaciones miembros que se extienden por las cinco regiones de África y cubren 32 de los 54 países africanos. También hay evidencia de diáspora e instituciones miembros internacionales, sin embargo, esa categoría de miembros constituye menos del 2% de la membresía total.
Por otro lado, AfLIA también es miembro de la Federación Internacional de Asociaciones e Instituciones Bibliotecarias (IFLA), otro organismo internacional que representa los intereses de las personas que dependen de las bibliotecas y los profesionales de la información.

## Gobernancia
AfLIA se administra bajo las pautas generales de la Constitución y los Reglamentos. La Asociación está gobernada y administrada por un Consejo de Gobierno electo, compuesto por un Presidente, un Vicepresidente, un Tesorero, un Presidente anterior inmediato, representantes regionales y presidentes de las Secciones existentes, y una Secretaría encabezada por un Director Ejecutivo. La Junta General Ordinaria es el máximo órgano de gobierno y toma de decisiones de la Asociación. El Dr. John Tsebe se desempeñó como el primer presidente electo de la Asociación, de 2015 a 2019. Fue reemplazado por Sr. Mandla Ntombela en julio de 2019 y después por el Sr Alim Garga quien se desempeña en el cargo entre 2021 a 2023).

## Programas y actividades estratégicas
El propósito oficial, según la organización, es “ empoderar a la comunidad de bibliotecas e información para promover activamente la agenda de desarrollo de África a través de servicios dinámicos que transformen los medios de vida”.  Los programas y actividades de la organización son administrados por la Secretaría en colaboración con varias secciones y comités (internos), así como con socios estratégicos.

### Conferencias y Mesas Redondas

#### Conferencia AfLIA y cumbres de bibliotecas africanas
AfLIA lleva a cabo una conferencia de bibliotecas cada dos años entre mayo y julio celebradas en dupla como conferencia AfLIA y Cumbre Africana de Bibliotecas: por ejemplo, en 2019 se celebró la "3.ª Conferencia AfLIA y 5.ª Cumbre Africana de Bibliotecas", que se llevó a cabo del 21 al 24 de mayo de 2019 en Nairobi, Kenia. La "4ª Conferencia AfLIA y 6ª Cumbre Africana de Bibliotecas", se celebró de forma virtual en mayo de 2021.
La conferencia generalmente incluye actividades tales como talleres y seminarios previos a la conferencia, ponencias, carteles y presentaciones de charlas encendidas, exhibiciones, sesiones de premios y honores, noches culturales y otras sesiones de trabajo para que se reúnan las Secciones de la Asociación. El Vicepresidente de Kenia, Sr. William Samoei Ruto, fue el invitado especial de honor en la Noche Cultural de la conferencia de 2019. La Asociación también celebra su Asamblea General y las Reuniones del Consejo de Gobierno durante estas conferencias. Las conferencias de AfLIA se destacan por ser una de las conferencias profesionales más grandes organizadas en el continente, atrayendo típicamente a profesionales de la biblioteca y la información, incluidos expositores principalmente de África y otras partes del mundo.

#### Cumbres Africanas de Bibliotecas Públicas
African Public Library Summits es una convocatoria a nivel continental de líderes de bibliotecas públicas y formuladores de políticas en África. A diferencia de la Conferencia AfLIA y las Cumbres de bibliotecas africanas, que se dirigen a todas las categorías de profesionales de bibliotecas, las Cumbres de bibliotecas públicas africanas se organizan con un enfoque en bibliotecarios y administradores del espacio de bibliotecas públicas en África. Las conferencias se llevaron a cabo con fondos de la Fundación Bill y Melinda Gates a través de la Iniciativa de Bibliotecas Globales, para servir como una plataforma para discutir las oportunidades para crear bibliotecas exitosas del siglo XXI que contribuyan a las prioridades de desarrollo de las comunidades africanas, países y continente. La primera Cumbre Africana de Bibliotecas Públicas se llevó a cabo en Johannesburgo en 2012, organizada por la Universidad de Sudáfrica La segunda y tercera cumbres africanas de bibliotecas públicas que tuvieron lugar, respectivamente, en Esuatani (anteriormente Reino Suazilandia ) en 2016 y en Durban(Sudáfrica) en 2018 fueron organizadas por AfLIA. Dado que la Iniciativa de Bibliotecas Globales llegó a su fin a fines de 2018, se desconoce cuándo y dónde se llevará a cabo la próxima Cumbre Africana de Bibliotecas Públicas.

#### Conferencia de mesa redonda para ministros africanos responsables de bibliotecas
En 2015, la Asociación inició una plataforma de promoción destinada a enfatizar el papel de las bibliotecas en la adquisición de conocimientos y el desarrollo educativo y examinar el progreso realizado por los gobiernos de África hacia el sector bibliotecario. La conferencia también tiene como objetivo brindar liderazgo y orientación sobre cómo los gobiernos africanos pueden integrar las bibliotecas en sus planes nacionales de desarrollo y también salvaguardar la asignación de recursos para el logro de sus objetivos. La conferencia de mesa redonda para los ministros africanos responsables de las bibliotecas (simplemente conocida como la Reunión de Ministros de Bibliotecas) tiene como objetivo y ocasiones la presencia de ministros africanos y/o ministerios bajo cuya jurisdicción recaen los servicios bibliotecarios y de información, así como directores de bibliotecas nacionales. o Bibliotecarios Nacionales. Las conferencias a menudo se organizan como un esfuerzo de colaboración entre el ministerio gubernamental a cargo de las bibliotecas, a través de la Biblioteca Nacional o el organismo bibliotecario autorizador del país anfitrión, y las Asociaciones e Instituciones Africanas de Bibliotecas e Información (AfLIA).
Hasta el momento, se han organizado tres reuniones de ministros de bibliotecas, es decir, 2017 y 2018. La reunión de ministros de bibliotecas más reciente tuvo lugar en octubre de 2019 en Acra, Ghana y la conferencia estuvo representada por ministros, viceministros, representantes o delegados y directores de bibliotecas nacionales de 25 países africanos. Un hito importante de las Reuniones de Ministros de Bibliotecas es que los Ministros anfitriones, que por defecto son los presidentes del panel de ministros, publican un documento autorizado por los Ministros participantes después de sus deliberaciones, que tienen lugar a puerta cerrada. Estos comunicados sirven como indicación documentada del compromiso continuo de los ministros africanos participantes hacia el desarrollo del sector bibliotecario en sus respectivos países. La Reunión de Ministros de Bibliotecas de 2015 dio origen a la Declaración de Ciudad del Cabo . La Reunión de Ministros de Bibliotecas de 2018 dio origen al Comunicado de Durban. La Reunión de Ministros de Bibliotecas de 2019 dio origen a la Declaración de Acra.

### Programas de Liderazgo y Profesional Continuo
El liderazgo es una parte integral del éxito de toda organización. AfLIA ejecuta tres importantes programas de liderazgo y desarrollo profesional continuo, a saber, INELI-SSAf, AfLAc e IYALI.

#### Red Internacional de Innovadores Bibliotecarios Emergentes (INELI) - SSAf
INELI es un programa de aprendizaje combinado inicialmente financiado por la Fundación Bill y Melinda Gates a través de la Iniciativa de Bibliotecas Globales. El programa se estableció para facilitar la transformación de las bibliotecas públicas en motores de desarrollo al apoyar a los futuros bibliotecarios públicos para que desarrollen servicios innovadores en beneficio de sus comunidades. AfLIA gestiona la implementación del programa INELI para el África subsahariana . El programa enfatiza el fomento de redes sólidas de líderes bibliotecarios emergentes en África que han desarrollado sus conocimientos, actitudes y habilidades para el liderazgo a través de una variedad de entornos de aprendizaje y redes. El programa ofrece cursos de aprendizaje electrónico a través de una plataforma Moodle para los participantes. Además, los participantes se reúnen para talleres de capacitación durante las conferencias previas de AfLIA y se espera que lleven a cabo con éxito proyectos comunitarios antes de graduarse. Dos cohortes han sido entrenadas hasta ahora. Se informa que la primera cohorte se inscribió en 2016 y salió del programa en 2018. La primera cohorte estaba formada por 32 participantes de 14 países africanos. Según AfLIA, la segunda cohorte está compuesta por 34 participantes de 10 países africanos.

#### Academia de Liderazgo AfLIA - AfLAc
Este programa brinda capacitación en el servicio para desarrollar la capacidad de los administradores de bibliotecas de nivel medio para administrar bibliotecas de manera efectiva en esta era dinámica de tecnología e información. El programa AfLAc se desarrolló en colaboración con la Asociación de Bibliotecas Públicas de los Estados Unidos (PLA por sus siglas en inglés) y se modeló a partir del programa de liderazgo de excelencia de la PLA. La capacitación se brinda a través de un enfoque de aprendizaje combinado y tiene como objetivo cerrar la brecha entre la gestión de colecciones y su vinculación con las comunidades así como su transformación en centros vibrantes en el que se combine los recursos humanos, de información y de servicios. La academia permite a los líderes de las bibliotecas descubrir cómo pueden contribuir a la construcción de sus comunidades, formar asociaciones con organizaciones no bibliotecarias y desarrollar servicios integrales que impacten la vida cotidiana de los usuarios de bibliotecas y las comunidades.
Además de la capacitación en línea, los participantes del programa se reúnen periódicamente para talleres de capacitación durante las conferencias previas de la Asociación y se espera que emprendan proyectos comunitarios, basados en un problema local identificado. Hacia el final del programa, los participantes se embarcan en un programa de intercambio profesional a los Estados Unidos de América ( Chicago en 2019 y Nashville en 2020 ). Las cohortes de AfLAc se unen a las cohortes de la Academia de Liderazgo PLA para las sesiones finales de capacitación, se embarcan en visitas a la biblioteca y participan en algunas sesiones de las conferencias PLA. Las ceremonias de graduación de los participantes de la Academia de Liderazgo AfLIA a menudo se llevan a cabo durante el programa de intercambio. Hasta el momento se han capacitado dos cohortes y se está realizando una convocatoria para la tercera cohorte, según la organización. Antes de 2020, el programa AfLAc estaba dirigido a bibliotecarios públicos y comunitarios; sin embargo, el programa se revisó recientemente para apuntar a bibliotecarios africanos de todos los tipos de bibliotecas.

#### Iniciativa para jóvenes bibliotecarios africanos innovadores - IYALI
Este es un programa conjunto de desarrollo de capacidades de AfLIA, la Federación Internacional de Asociaciones de Bibliotecarios (IFLA) y la organización "Información Electrónica para Bibliotecas" (EIFL por sus siglas en inglés), pero administrado por EIFL. IYALI conecta a los bibliotecarios jóvenes con sus pares en otras partes de África, así como en países en transición y en desarrollo, brindándoles la oportunidad de aprender unos de otros, ampliar su perspectiva, obtener nuevas ideas y crear una red para apoyarse mutuamente. El nivel de uno en la escala gerencial no es un criterio de elegibilidad mientras uno sea joven. Sin embargo, no parece haber una definición específica de quién califica como bibliotecario joven. El objetivo principal es empoderar a los bibliotecarios públicos africanos jóvenes y con visión de futuro con el potencial de liderazgo para adoptar, establecer y realizar expectativas ambiciosas para los servicios bibliotecarios innovadores. Estos servicios contribuyen al desarrollo sostenible y brindan a los bibliotecarios la confianza y la visión para continuar transformando los servicios bibliotecarios, asegurando que las bibliotecas de África evolucionen constantemente para satisfacer las necesidades individuales y comunitarias.
La Iniciativa Jóvenes Innovadores Africanos de Bibliotecas (IYALI) es una actividad conjunta de AfLIA, la Federación Internacional de Asociaciones de Bibliotecarios (IFLA) e Información Electrónica para Bibliotecas (EIFL), y está gestionada por EIFL. El IYALI ayuda a conectar a los jóvenes bibliotecarios con sus pares en otras partes de África, así como en países en transición y en desarrollo. Se prevé que esto ampliará su perspectiva y también los ayudará a obtener nuevas ideas y crear una red que los ayudará a apoyarse mutuamente con su trabajo. El objetivo principal es empoderar a los bibliotecarios públicos africanos jóvenes y con visión de futuro con el potencial de liderazgo para adoptar, establecer y realizar expectativas ambiciosas para los servicios bibliotecarios innovadores. Estos servicios contribuirán al desarrollo sostenible y brindarán a los bibliotecarios la confianza y la visión para continuar transformando los servicios bibliotecarios, asegurando que las bibliotecas de África evolucionen constantemente para satisfacer las necesidades individuales y comunitarias.

## Socios
AfLIA está asociada con varias organizaciones, algunas de las cuales se enumeran a continuación.
- Unión Africana[19]
- Bibliotheca Alexandrina de la República Árabe de Egipto[57]
- Instituto Colegiado de Bibliotecarios y Profesionales de la Información (CILIP)[58]
- Oficina Europea de Asociaciones de Bibliotecas, Información y Documentación (EBLIDA)[20]
- Federación Internacional de Asociaciones e Instituciones Bibliotecarias (IFLA)[59]
- SAIDE y REA África[60]
- Asociación de Bibliotecas Públicas (PLA) de la Asociación Americana de Bibliotecas[61]
- El Grupo de Tecnología y Cambio Social (TASCHA), Universidad de Washington[23]
- Biblioteca Wikipedia[62]
- Organización Mundial de la Propiedad Intelectual (OMPI)[63]
- Coalición de Publicaciones Académicas y Recursos Académicos - SPARC África[15]

## Publicaciones
- AfLIA Declaraciones Declaraciones y Comunicados - incluye Declaraciones sobre Alfabetización Internacional para el Desarrollo; Libertad de información; Libertad de acceso a la información y libertad de expresión, Declaración de Ciudad del Cabo, Comunicado de Durban y Declaración de Accra , Llamado conjunto de EIFL, AfLIA e IFLA para que Malawi adopte el espíritu del Tratado de Marrakech .
- AfLIA Professional Reports: incluye publicaciones como Cómo contribuyen las bibliotecas africanas a la Agenda 2063 de la Unión Africana .

## Otras lecturas
Publicaciones seleccionadas revisadas por pares con socios.
- Young, JC, Lynch, R., Boakye-Achampong, S., Jowaisas, C., Sam, J. y Norlander, B. (2020). Información geográfica voluntaria en el Sur Global: barreras para la implementación local de proyectos de mapeo en África . GeoDiario, 1-17. https://doi.org/10.1007/s10708-020-10184-6
- Lynch, R., Young, JC, Jowaisas, C., Rothschild, C., Garrido, M., Sam, J. y Boakye-Achampong, S. (2020). Desafíos de datos para las bibliotecas públicas: perspectivas africanas y el contexto social del conocimiento . Desarrollo de la información, 1-15. https://doi.org/10.1177/0266666920907118
- Young, JC, Sam, J., Boakye-Achampong, S. y Jowaisas, C. (2019). Actividades preliminares del Proyecto de Fomento de la Visibilidad Bibliotecaria en África . Grupo de Tecnología y Cambio Social.